# Sarah Robles
Sarah Elizabeth Robles (sinh ngày 1 tháng 8 năm 1988) là một nữ vận động viên cử tạ Mĩ. Cô từng tham dự Thế vận hội Mùa hè 2012 ở London và đoạt huy chương đồng cử tạ hạng siêu nặng ở Thế vận hội Mùa hè 2016 ở Rio de Janeiro, trở thành vận động viên cử tạ Mĩ đầu tiên đoạt huy chương Olympic sau 16 năm.

## Sự nghiệp thể thao

### Thế vận hội Mùa hè 2016
Vào ngày 14 tháng 8 năm 2016 Robles giành huy chương đồng ở nội dung Cử tạ +75 kg nữ với thành tích cử giật là 126 kg và cử đẩy là 160 kg, tổng cử là 286 kg. Cô là vận động viên Hoa Kỳ đầu tiên giành huy chương cử tạ Olympic kể từ Thế vận hội Mùa hè 2000.